# James Adam

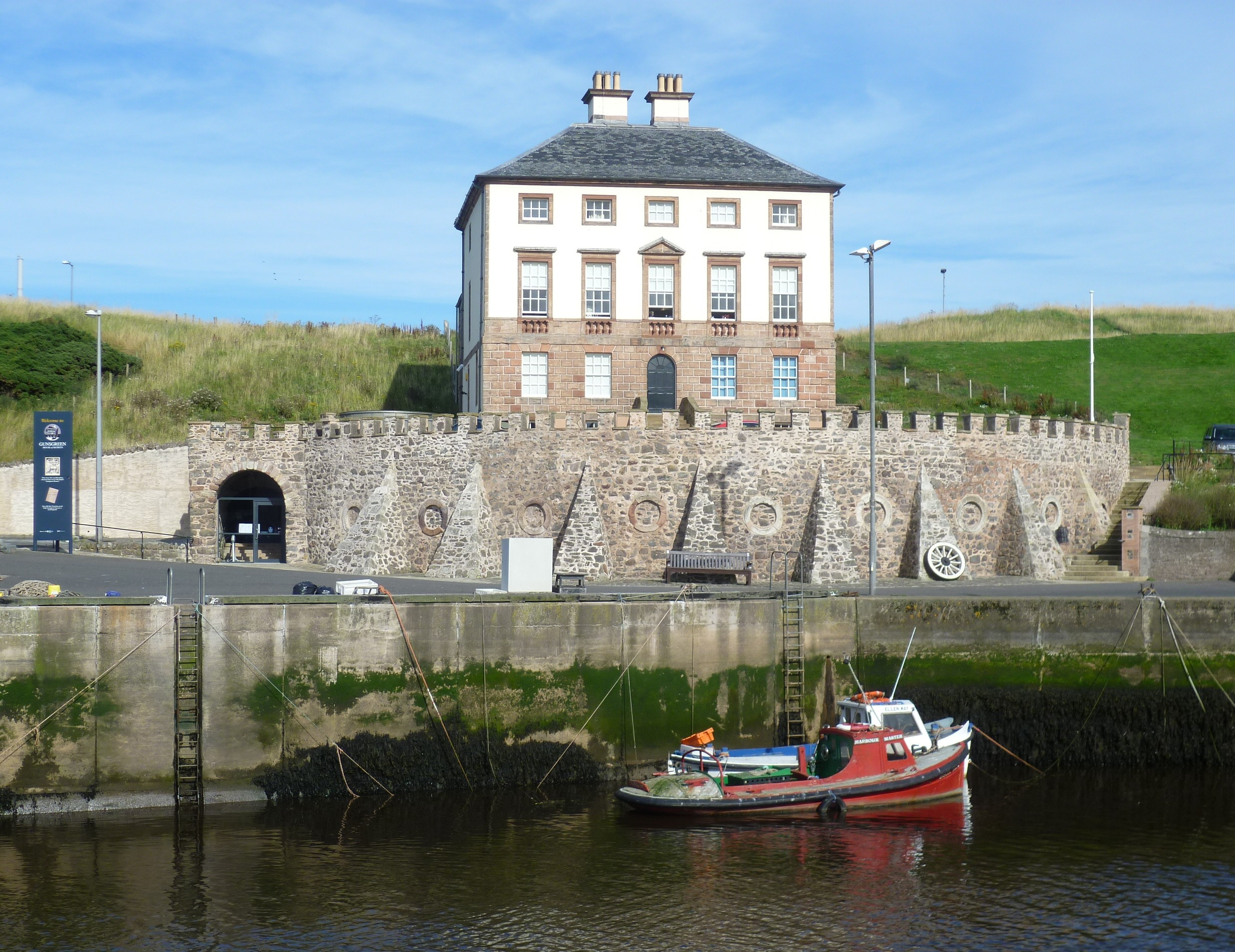
Gunsgreen House - projekt Jamesa Adama

James Adam (ur. 21 lipca 1732 w Edynburgu, zm. 20 października 1794 w Londynie) – brytyjski (szkocki) architekt i projektant mebli; syn Williama; brat Roberta i Johna.
Bracia Adamowie byli przedstawicielami klasycystycznego nurtu architektury brytyjskiej i sztuki dekoracyjnej. Ich styl nazwany został „stylem Adamów” (Adelphi).
James Adam był początkowo architektem w Eyemouth (1755). Później, w 1758 roku, wraz z braćmi rozpoczął działalność w Londynie. Zajmowali się głównie architekturą wnętrz. Korzystali przy tym z dorobku poprzedników (architektura grecka, bizantyjska, barokowa). W swoich projektach zwracali uwagę na dopracowywanie ich nawet w najdrobniejszych szczegółach. Najbardziej wyróżniał się przy tym najstarszy z braci Adamów – Robert.
W roku 1768 James został architektem królewskim. Wraz z Robertem zaangażował się w projektowanie i budowę kilku zamków (1771–1775). Jego samodzielnym dziełem jest zabudowa Portland Place w Londynie (od roku 1773). Ponadto prowadził dziennik Journal of a Tour in Italy (w latach 1760–61).
Robert znacznie przyćmiewał swojego brata osiągnięciami i popularnością. Większą sławę James zyskał dopiero po śmierci swego starszego brata w 1792 roku. Nie cieszył się nią jednak zbyt długo, gdyż sam wkrótce zmarł w swoim domu przy londyńskiej Albemarle Street.

## Publikacje
- 1773–1779: J. Adams, R. Adams, Works in Architecture of Robert and James Adam, wyd. 1822